# Quercus hintoniorum
Quercus hintoniorum es una especie del género Quercus dentro de la familia de las Fagaceae. Está clasificada en la Sección Lobatae; del roble rojo de América del Norte, Centroamérica y el norte de América del Sur que tienen los estilos largos, las bellotas maduran en 18 meses y tienen un sabor muy amargo. Las hojas suelen tener lóbulos con las puntas afiladas, con cerdas o con púas en el lóbulo.

## Distribución y hábitat
Es un endemismo de México donde se distribuye por Coahuila y Nuevo León.

## Taxonomía
Quercus hintoniorum fue descrita por Nixon & C.H.Müll. y publicado en Brittonia 45: 147. 1993.
Etimología
Quercus: nombre genérico del latín que designaba igualmente al roble y a la encina.
hintoniorum: epíteto